# کیلیان فرانکینی
کیلیان فرانکینی (انگلیسی: Kilian Frankiny؛ زادهٔ ۲۶ ژانویهٔ ۱۹۹۴ ‏(۳۱ سال)) دوچرخه‌سوار اهل سوئیس است.
از باشگاه‌هایی که در آن بازی کرده‌است می‌توان به تیم بی‌ام‌سی، و تیم بی‌ام‌سی، اشاره کرد.